# Peter Croker
Peter Croker (Kingston upon Thames, 21 december 1921 – 7 december 2011) was een Brits voetballer die als verdediger speelde.
Croker speelde voor Charlton Athletic, Watford en Gravesend & Northfleet.

## Erelijst met Charlton Athletic FC
- FA Cup (1×) 1946-47